# Tadahiro Matsushita

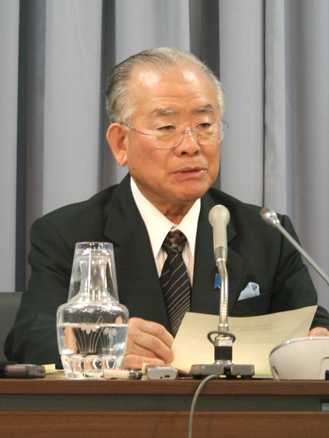
Tadahiro Matsushita

Tadahiro Matsushita (jap. 松下 忠洋, Matsushita Tadahiro; * 9. Februar 1939 in Sendai (heute: Satsumasendai), Präfektur Kagoshima; † 10. September 2012 in Kōtō/Tokio, Präfektur Tokio) war ein japanischer Politiker der Neuen Volkspartei (NVP), Abgeordneter im Shūgiin, dem Unterhaus des japanischen Parlaments, für den 3. Wahlkreis Kagoshima und Minister im Kabinett Noda. Er wurde am 10. September 2012 tot in seiner Wohnung im Stadtteil Shinonome aufgefunden.

## Leben
Matsushita schloss 1962 sein Studium an der landwirtschaftlichen Fakultät der Universität Kyōto ab und wurde anschließend Beamter im Bauministerium. Ab 1970 wurde er vorübergehend ins Außenministerium entsandt, über das er unter anderem 1973 im indonesischen Ministerium für öffentliche Arbeiten tätig war. 1992 beendete er seine Beamtenlaufbahn und wandte sich der Politik zu.
Bei der Shūgiin-Wahl 1993 kandidierte er für die Liberaldemokratische Partei im dreimandatigen Wahlkreis Kagoshima 2, zu dem auch seine Heimatstadt Sendai gehörte, verdrängte einen der beiden bisherigen LDP-Abgeordneten, Shin’ichirō Hirata, auf Platz vier und wurde mit dem zweithöchsten Stimmenanteil ins Shūgiin gewählt. In der LDP schloss er sich der Obuchi-Faktion an. Nach der Wahlrechtsreform übernahm zunächst den neuen Einzelwahlkreis Kagoshima 3, den er 1996 souverän gegen Hirata (inzwischen Neue Fortschrittspartei) gewann, danach aber an Kazuaki Miyaji (Mitsuzuka-Faktion) abgeben musste, so dass er bei den Wahlen 2000 und 2003 nur über die LDP-Verhältniswahlliste Kyūshū gewählt wurde. 1998 während des Kabinetts Obuchi war er Staatssekretär im Landwirtschaftsministerium. 2001 erhielt er unter dem ersten Kabinett Koizumi das neu geschaffene Amt eines „Vizeministers“ im Kabinettsbüro (bis 2002).
2005 gehörte Matsushita zu den „Rebellen“, den Gegnern der vom Parteivorsitzenden-Premierminister Jun’ichirō Koizumi forcierten Postprivatisierung, trat bei den resultierenden Neuwahlen als Unabhängiger wieder in seinem Wahlkreis an und unterlag aber Miyaji mit rund 92 zu 69 Tausend Stimmen. Danach erklärte er zunächst seinen Rückzug aus der Politik, kehrte aber auch auf Drängen der Demokratischen Partei, die im ländlichen Kagoshima schwach aufgestellt ist, in die Politik zurück: Er trat bei der Shūgiin-Wahl 2009 als NVP-Kandidat (mit demokratischer Wahlempfehlung) in seinem Wahlkreis an und gewann mit rund 29.000 Stimmen Vorsprung vor Miyaji. Anschließend wurde er in der neuen Koalitionsregierung aus Demokraten und NVP „Vizeminister“ im Ministerium für Wirtschaft, Handel und Industrie. 2012 wechselte er ins Kabinettsbüro und wurde außerdem einer der drei neu eingerichteten „Vizeminister“ für den Wiederaufbau nach dem Großen Ostjapanischen Erdbeben von 2011. Im Juni 2012 wurde er als Nachfolger von Shōzaburō Jimi Minister für besondere Aufgaben beim Kabinettsbüro für den Finanzsektor und erhielt wie Jimi auch die Zuständigkeit für die Postprivatisierung.